# La Sombra (Clan de juego de rol)
La Sombra es un clan del juego de rol "Vampiro: La mascarada". El clan pertenece al Sabbat desde la fundación de la mencionada secta (creada tras el "Tratado de Thorns" en respuesta a la aparición de la inmovilista y totalitaria Camarilla),  junto con los Tzimisce, y tienen un núcleo muy implicado, leal, devoto y mejor posicionado en su jerarquía. Son parecidos a los Ventrue en lo que se refiere a su capacidad de gobierno, aunque difieren notablemente en su forma de aplicarlo: Mientras los "Patricios" de la Camarilla suelen ejercer su mandato directamente sobre sus dominios y subalternos, los "Guardianes" prefieren mantenerse en la sombra, dicho así para que estos no sean descubiertos y sigan haciéndolo todo sigilosamente, manejando discreta y eficazmente los hilos.
Respecto a esta diferencia en el ejercicio del poder, cabe señalar que la efectividad (todo les funciona) de los "La Sombra" es indiscutible: Creen que, al no mostrarse abiertamente en el mando, nadie intentará arrebatarles el poder, lo que les permite conservarlo indefinidamente. Estos vampiros son maestros de la intriga, incluso más que los "Ventrue" y los "Tremere", y notablemente más fríos y crueles al planear y ejecutar sus estrategias. A diferencia de estos dos clanes, que suelen escudarse tras una fachada de corrección política, los "La Sombra" son abiertamente competitivos y belicosos gracias a su efectividad y eficacia en absolutamente todo, aunque rara vez abandonan sus refinados y elegantes modales. Mantienen sobre sus hermanos del Sabbat un control sutil pero efectivo, combinando fuerza, espionaje y manipulación para conducir a los demás clanes hacia donde desean, sin que estos siquiera lo perciban. La palabra “maquiavélico” describe con precisión a los miembros de este clan: el sigilo, la astucia y el guardar siempre las mejores cartas bajo la manga son, para ellos, una segunda piel.
Los miembros del clan "La Sombra" son líderes natos. Ascendieron a encabezar el Sabbat poco después de que los líderes del clan Brujah traicionaran a los anarquistas durante la revuelta civil vampírica que estalló en la Baja Edad Media. Sabían que serían severamente castigados por haber asesinado al fundador de su clan, por lo que se vieron obligados a conservar la fuerza de los anarquistas leales que aún resistían. Por ello, asumieron el liderazgo dentro del Sabbat, acogiendo a todo aquel vampiro dispuesto a enfrentarse a los mandatos autoritarios y favoritistas de la secta rival —una asociación de vampiros cobardes, sedentarios, déspotas, conformistas y tiránicos que se hacía llamar Camarilla— y que, en cambio, tuviera el valor de ganarse su lugar entre los no-muertos por sus propios méritos. Desde entonces, los "La Sombra" han disfrutado de gran prestigio, dentro y fuera del Sabbat, al punto de que, salvo uno, todos los Regentes de la secta han pertenecido a este clan. La mayoría de “Guardianes” (o Magistri, como los llaman los La Sombra más antiguos) integran manadas organizadas, ya que esto les permite acrecentar su ya considerable poder.
Aunque los "La Sombra" mantienen normalmente un oscuro y retorcido código de nobleza en realidad son un clan de monstruos que ha abandonado casi por completo la humanidad para abrazarse a la oscuridad de forma figurada y literal: Sus condenadas almas están saturadas (voluntariamente) de tinieblas hasta el punto de que han desarrollado un control de las fuerzas de la oscuridad que les permite conjurar con facilidad a las mismísimas sombras (el muy temible poder de la Obtenebración). 
Tras abandonar todo rasgo humano en sus almas se entregan a doctrinas espirituales completamente ajenas al ser humano llamadas "sendas de iluminación", que regulan y guían sus existencias desplazando los conceptos humanos del bien y el mal hasta extremos casi irreconocibles. Algunas de las sendas más extendidas dentro del Sabbat son la Senda Del Poder Y La Voz Interior (muy popular entre los La Sombra que ostentan cargos de relevancia como los de arzobispo, obispo, cardenal o priscus), la Senda Del Acuerdo Honorable, la Senda De Caín, la Senda Del Corazón Quemado o la practicada por muchos de los "Guardianes" más jóvenes e inexpertos, la llamada Senda De La Noche.
Aunque inicialmente el clan La Sombra no fue uno de los que en mayor cantidad se unió a la Revuelta Anarquista, tras el ataque contra el antediluviano La Sombra en Sicilia en el que supuestamente este fue destruido (una proeza que solo fue repetida por los Tzimisce), la mayoría del clan fue obligado a unirse a los anarquistas o ser destruidos. Cuando poco después los anarquistas Brujah se rindieron en el Tratado de Thorns, los La Sombra, al no poder confiar en que los antiguos les perdonarán la vida, se refugiaron junto con los Tzimisce y algunos anticipo de los demás clanes, para luego surgir como el Sabbat.

## Vampiro: La Mascarada 5ª Edición
En Vampiro: La Mascarada V5 (5ª Edición), cuando se declaró la Guerra de la Gehenna, lo que quedaba del Sabbat fue a luchar a la guerra, a medida que pasaba el tiempo los más jóvenes del clan Lasombra empezarón a desertar como refugiados a dominios de La Camarilla, a cambio de dar muerte final a los príncipes "inadecuados". Cuando la mitad del Clan quiso desertar a La Camarilla, el Amici Noctis envió a un Templario llamado Talley para negociar con la Torre de Marfil la entrada del Clan a La Camarilla. En los dominios menos conservadores aceptan a a los miembros del Clan Lasombra a cambio de dar muerte final a los miembros Sabbat que queden la ciudad, los dominios más conservadores solo aceptan a los miembros del Clan Lasombra si cumplen las siguientes condiciones:
- Por cada Lasombra uniéndose a la Camarilla, un anciano Lasombra debe presentarse como sacrificio.
- Los Lasombra con la intención de unirse a la Camarilla deben someterse a un vínculo de sangre.
- Pueden existir un máximo de tres Lasombra en cualquier dominio Camarilla.
- Los Lasombra no se les explicarán las Tradiciones del Dominio de la Camarilla pero recibirán castigo igualmente.

• La práctica de la hechicería de sangre que suele practicar el Clan Lasombra esta prohibida bajo pena de muerte final.
• Los Lasombra no pueden tener títulos en dominios de Camarilla durante 50 años.

## Algunos datos sobre el Clan Lasombra
El clan Lasombra es originario de la cuenca del Mediterráneo y aunque se ha extendido por todo el mundo sigue poseyendo sus mayores bases de poder en España, Italia y el norte de África (donde es conocido como Qabilat Al-Khayal).
Desde el comienzo de la implantación del cristianismo en la Roma Imperial, los "Magistri" comenzaron a tejer lazos con la iglesia, pues vieron en ella una gran fuente de poder que sin embargo era discreta y no llamaba la atención de los Ventrue y los Malkavian que en aquel entonces se repartían el poder tanto de la ciudad como del imperio. 
Esta especial relación con la iglesia continuó a través de los tiempos (de hecho es sorprendente el elevado número que existe de Lasombra católicos), y les fue de mucha ayuda durante los terribles tiempos de la Inquisición. 
Algunos antiguos enemigos de los Lasombra murmuran todavía en los salones del Elíseo que algunos antiguos y poderosos miembros del clan como por ejemplo el (actualmente fallecido) cardenal Ambrosio Luis De Monçada usaron a la Inquisición para eliminar discretamente a poderosos rivales.
Algo que sería razonablemente lógico por otra parte, ya que la forma de operar del Lasombra típico se basa en la manipulación, la estrategia a largo plazo y la utilización de cualquier entidad, criatura o persona que demuestre ser una herramienta útil (y a ser posible fácil de desdeñar una vez haya cumplido su misión).

## Símbolos del Clan
- Lema del clan: MORTE ASCENDO (Ascensión a través de la muerte).
- Símbolo del clan: Una estilizada corona española.

## Líneas de Sangre
- Kiasyd: El fruto de la experimentación de un Lasombra con sangre de hadas de la corte oscura creó esta aterradora línea de sangre. Los Kiasyd sustituyen la Potencia por la Mytherceria como disciplina de clan, y tienen el apodo de Extraños. Los Kiasyd sufren daño agravado cuando son heridos con armas de hierro puro.
- Lasombra Antitribu: Los pocos Lasombra que no se han unido al Sabbat, suelen encontrarse entre los más fanáticos defensores de la Camarilla (aunque existen excepciones). Los Antitribu no tienen ningún apodo, y además rechazan ser llamados Lasombra Antitribu, ya que ellos se consideran los verdaderos Lasombra.

## Sociedades Secretas
- Amici Noctis: Los Amigos de la Noche son la secreta junta directiva del clan, y cuya autoridad es mucho más importante para los guardianes de lo que puede ser cualquier cargo del Sabbat. Entre las funciones de esta sociedad está la de convocar un "Tribunal de Sangre" que puede autorizar la caza de sangre, y posterior amaranto ritual, de aquellos Lasombra que han demostrado su inutilidad, y por tanto que no tienen derecho a la sangre que portan. Si el tribunal no estima la petición de caza de sangre, el solicitante puede convertirse a su vez en víctima de una caza de sangre autorizada.
- Angellis Ater: Los Ángeles Negros es un culto de adoradores del diablo que consideran que la Obtenebración son sombras traídas desde el mismísimo infierno, y cuya misión es corromper activamente el dogma de la Iglesia Católica.

## Lasombras Famosos
Montano: Primer chiquillo del Antediluviano Lasombra, fue conocido por ser uno de los pocos Lasombra que se unieron a La Camarilla durante la Convención de Thorns.
Marcus Vitel: Príncipe de Washington (nota histórica: Sejano).
Talley "El Sabueso": fue el responsable de seleccionar a los delegados del Clan Lasombra para parlamentar con la Camarilla y negociar la entrada del clan en la secta.